# Hathor
| O10 |

| O10 |

Imagen de la iconografía más habitual de Hathor, basada en parte en imágenes de la tumba de Nefertari.

Hathor es una de las principales diosas de la religión del Antiguo Egipto que desempeñaba una gran variedad de papeles. Como deidad del cielo, era la madre o consorte del dios celeste Horus y del dios solar Ra, ambos relacionados con la realeza, por lo que Hathor era la madre simbólica de sus representantes terrenales, los faraones. Fue una de las muchas diosas que asumió el papel del Ojo de Ra, la contraparte femenina de Ra, y en esta forma tenía un carácter vengativo que lo protegía de sus enemigos. Su lado benefactor representaba la música, la danza, la alegría, el amor, la sexualidad y el cuidado materno, y actuaba como consorte de varias deidades masculinas y madre de sus hijos. Estos dos aspectos de la diosa ejemplificaban la concepción egipcia de la feminidad. Cruzó la frontera entre los mundos, ayudando a las almas fallecidas en su transición a la vida después de la muerte.
Con frecuencia era representada como una vaca, símbolo de su carácter maternal y celestial, aunque su forma más común era la de una mujer con un tocado de cuernos de vaca y un disco solar. También podría representarse como leona, ureo o sicomoro.
Existen representaciones de diosas bovinas similares en el arte egipcio del cuarto milenio a. C., pero Hathor posiblemente no apareció hasta el Imperio Antiguo (c. 2686-2181 a. C.). Con el auspicio de los gobernantes del Imperio Antiguo se convirtió en una de las deidades más importantes de Egipto. Se le dedicaron más templos que a cualquier otra diosa, de los cuales el más destacado fue el de Dendera, en el Alto Egipto. También era adorada en los templos de sus consortes masculinos. Los egipcios la vincularon con tierras extranjeras como Nubia y Canaán y sus valiosos bienes, como el incienso y las gemas semipreciosas, y algunos de los pueblos de esas tierras adoptaron su culto. En Egipto fue una de las deidades más invocadas en las oraciones privadas y en las ofrendas votivas, especialmente por las mujeres que deseaban tener hijos. 
Durante el Imperio Nuevo (c. 1550-1070 a. C.), diosas como Mut e Isis ocuparon la posición de Hathor en la ideología de la realeza, pero siguió siendo una de las deidades más adoradas. Después del fin del Imperio Nuevo, Hathor fue cada vez más eclipsada por Isis, pero continuó siendo adorada hasta la extinción de la antigua religión egipcia en los primeros siglos de nuestra era.

## Orígenes

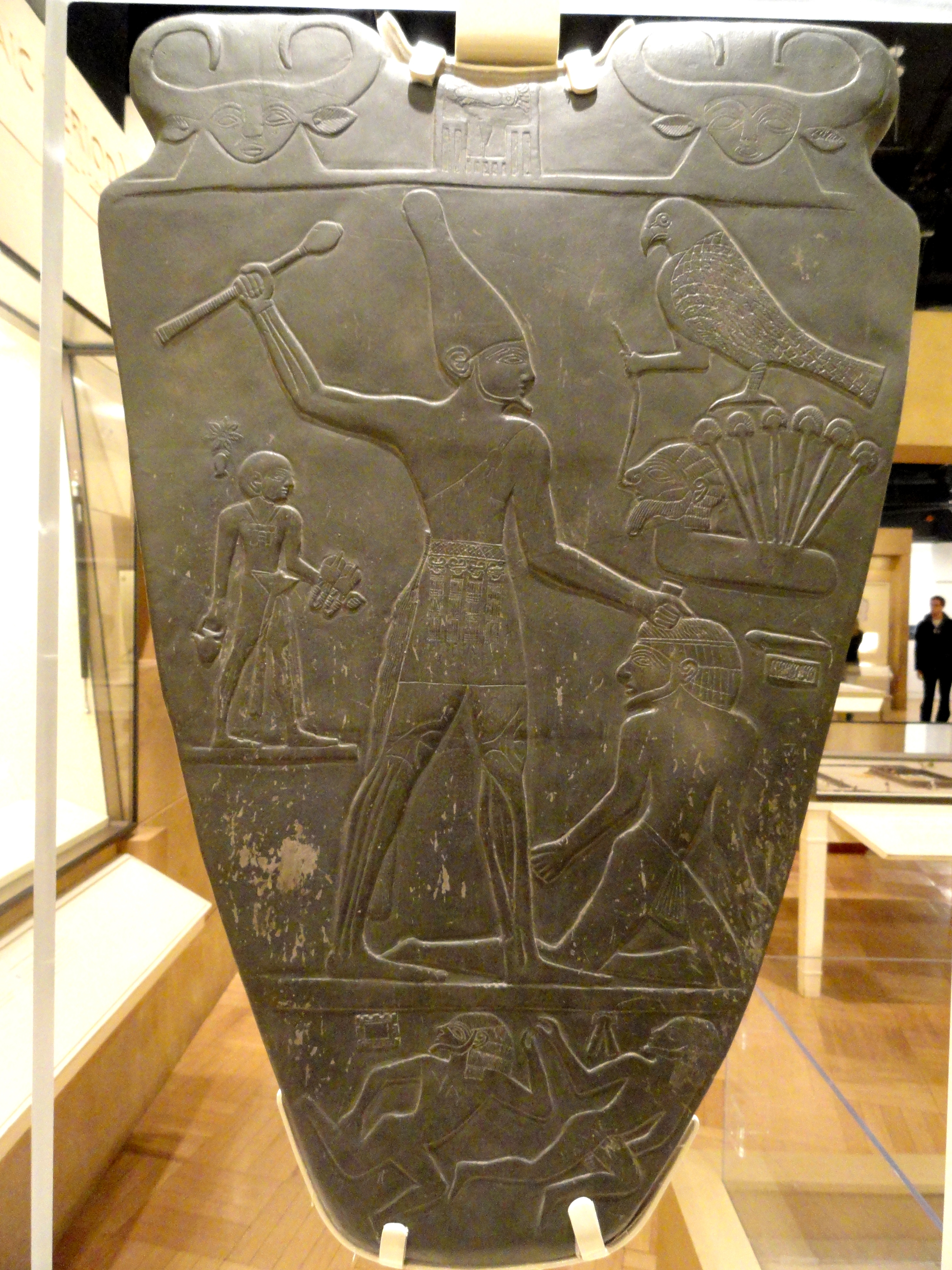
Réplica de la Paleta de Narmer (c.). La cara de una mujer con cuernos y orejas de vaca, que representa a Hathor o a Bat, aparece dos veces en la parte superior de la paleta y en una fila en el cinto del rey.

Imágenes de vacas aparecen con frecuencia en el arte del Egipto predinástico (antes de 3100 a. C.), al igual que imágenes de mujeres con los brazos alzados y curvados que recuerdan la forma de los cuernos de los bovinos. Ambos tipos de imágenes pueden representar diosas relacionadas con el ganado. Las vacas son veneradas en muchas culturas, incluido el antiguo Egipto, como símbolos de maternidad y alimentación, porque cuidan de sus terneros y suministran leche a los seres humanos. La Paleta de Gerzeh, una paleta de piedra del periodo prehistórico de Naqada II (c. 3500-3200 a. C.), muestra la silueta de la cabeza de una vaca con cuernos curvados hacia adentro rodeados de estrellas. La paleta sugiere que esta vaca estaba ligada al cielo, al igual que varias diosas de épocas posteriores que fueron representadas de esta forma: Hathor, Meheturet y Nut.
A pesar de estos precedentes primitivos, Hathor no es mencionada o representada sin lugar a dudas hasta la Cuarta Dinastía (c. 2613-2494 a. C.) del Imperio Antiguo, aunque varios objetos que se refieren a ella pueden ser datados en el Periodo Arcaico (c. 3100-2686 a. C.). Cuando Hathor aparece de forma clara, sus cuernos se curvan hacia afuera, en lugar de hacia adentro como los del arte predinástico. Una deidad bovina con cuernos curvados hacia adentro aparece en la Paleta de Narmer, de cerca de los inicios de la historia egipcia, tanto en la parte superior de la paleta como en el cinturón del rey Narmer. El egiptólogo Henry George Fischer planteó que esta deidad podría ser Bat, una diosa que posteriormente fue representada con el rostro de una mujer y antenas que se doblaban hacia adentro, reflejando aparentemente la curva de los cuernos de vaca. Por su parte, la egiptóloga Lana Troy identifica un pasaje de los Textos de las Pirámides del Imperio Antiguo tardío que relaciona a Hathor con el «delantal» del rey, que recuerda a la diosa del cinturón de Narmer y que sugiere que esta diosa no es Bat sino Hathor.
Durante la Cuarta Dinastía, Hathor se convirtió rápidamente en un personaje destacado. Reemplazó a un dios cocodrilo primitivo que era adorado en Dendera, en el Alto Egipto, para convertirse en la deidad patrona de esta ciudad, y fue asumiendo cada vez más el culto a Bat en la vecina región de Hu, hasta que, en el Imperio Medio (c. 2055-1650 a. C.), las dos divinidades se unificaron. La teología en torno al faraón en el Imperio Antiguo, a diferencia de la de épocas anteriores, se centraba en gran medida en el dios sol Ra como rey de los dioses y padre y patrón del rey terrenal. Hathor ascendió con Ra y se convirtió en su esposa mitológica, y por tanto la divina madre del faraón.

## Funciones
Hathor adoptó muchas formas y desempeñó una gran variedad de funciones. El egiptólogo Robyn A. Gillam sugiere que esta diversidad de formas surgieron cuando la diosa real promovida por la corte del Imperio Antiguo sustituyó a muchas diosas locales adoradas por la población, a las que luego se trató como manifestaciones de ella. Los textos egipcios hablan a menudo de las manifestaciones de la diosa como las «Siete Hathores» o, con menos frecuencia, de muchas más —incluso hasta 362—. Por ello, Gillam la considera «un tipo de deidad y no una entidad única». Esta diversidad refleja la gran variedad de atributos que los egipcios asociaban con las diosas. Más que ninguna otra deidad, ella ejemplifica la concepción egipcia de la feminidad.

### Diosa celeste
Se le asignaron los epítetos «señora del cielo» y «señora de las estrellas» y se decía que habitaba en el cielo con Ra y otros dioses solares. Los egipcios creían que el cielo era un cuerpo de agua a través del cual navegaba el dios sol y lo asociaban con las aguas de las que, según sus mitos sobre la creación, el sol emergió al principio de los tiempos. Esta diosa madre cósmica se representaba a menudo como una vaca. Se consideraba tanto a Hathor como a Meheturet como la vaca que dio a luz al dios sol y lo puso entre sus cuernos. Como Nut, se decía que Hathor daba a luz al dios sol cada amanecer.
Su nombre egipcio era ḥwt-ḥrw o ḥwt-ḥr. Se suele traducir como «casa de Horus», pero también se puede traducir como «mi casa es el cielo». El dios halcón Horus representaba, entre otras cosas, el sol y el cielo.  La «casa» a la que se hace referencia puede ser el cielo en el que vive Horus, o el vientre de la diosa desde el que él, como dios del sol, nace cada día.

### Diosa solar
Era en sí misma una deidad solar, una contraparte femenina de dioses solares como Horus y Ra, y formaba parte del séquito divino que acompañaba a Ra mientras navegaba por el cielo en su barca. Se la conocía habitualmente como «La de Oro», en referencia al resplandor del sol, y los textos de su templo en Dendera dicen que «sus rayos iluminan toda la tierra». A veces se unía a otra diosa, Nebethetepet, cuyo nombre puede significar «Señora de las ofrendas», «Señora de la alegría» o «Señora de la vulva». En el centro de culto de Ra de Heliópolis, Hathor-Nebethetepet era adorada como su consorte, y el egiptólogo Rudolf Anthes consideraba que el nombre de Hathor hacía referencia a una mítica «casa de Horus» en Heliópolis que estaba ligada a la ideología de la monarquía.
Fue una de las muchas diosas que asumió el papel del Ojo de Ra, una personificación femenina del disco del sol y una extensión del propio poder de Ra, que a veces se representaba dentro del disco, lo que Troya interpreta como que la diosa Ojo estaba considerada como un vientre del que nació el dios sol. Las funciones aparentemente contradictorias de Hathor como madre, esposa e hija de Ra reflejaban el ciclo diario del sol. Al atardecer el dios se introducía en el cuerpo de la diosa, fecundándola y engendrando a las deidades nacidas de su vientre al amanecer: él mismo y la diosa Ojo, que más tarde lo alumbraría a él. Ra dio origen a su hija, la diosa Ojo, quien a su vez lo originó a él, su hijo, en un ciclo de regeneración constante.
El Ojo de Ra protegía al dios sol de sus enemigos y a menudo era representado como un ureo o cobra erguida, o como una leona. Una forma del Ojo de Ra conocida como «Hathor de las Cuatro Caras», representada por un conjunto de cuatro cobras, se decía que estaba de cara a cada uno de los puntos cardinales para vigilar las amenazas contra el dios sol. Un grupo de mitos, conocidos a partir del Imperio Nuevo (c. 1550-1070 a. C.), describen lo que sucede cuando la diosa Ojo se enfurece sin control. En el texto funerario conocido como el Libro de la Vaca Sagrada, Ra envía a Hathor como el Ojo de Ra para castigar a los humanos por tramar una rebelión contra su gobierno. Se convierte en la diosa leona Sejmet y masacra a los humanos rebeldes, pero Ra decide impedir que mate a toda la humanidad. Ordena que la cerveza se tiña de rojo y sea distribuida por toda la tierra. La diosa Ojo bebe la cerveza, confundiéndola con sangre, y en su estado de ebriedad vuelve a ser la benévola y hermosa Hathor. Relacionado con esta historia está el mito de la Diosa Distante, de los periodos tardío y ptolemaico. La diosa Ojo, a veces en forma de Hathor, se rebela contra el control de Ra y hace estragos libremente en un país extranjero: Libia, al oeste de Egipto, o Nubia, al sur. Debilitado por la pérdida de su Ojo, Ra envía a otro dios, Tot, para que la traiga de vuelta. Una vez pacificada, la diosa regresa para convertirse en la consorte del dios sol o del dios que la hace volver. Los dos aspectos de la diosa Ojo, violento y peligroso en lugar de bello y alegre, reflejaban la creencia egipcia de que las mujeres, tal como lo plantea la egiptóloga Carolyn Graves-Brown, «abarcaban las pasiones extremas de la furia y el amor».

### Música, danza y alegría

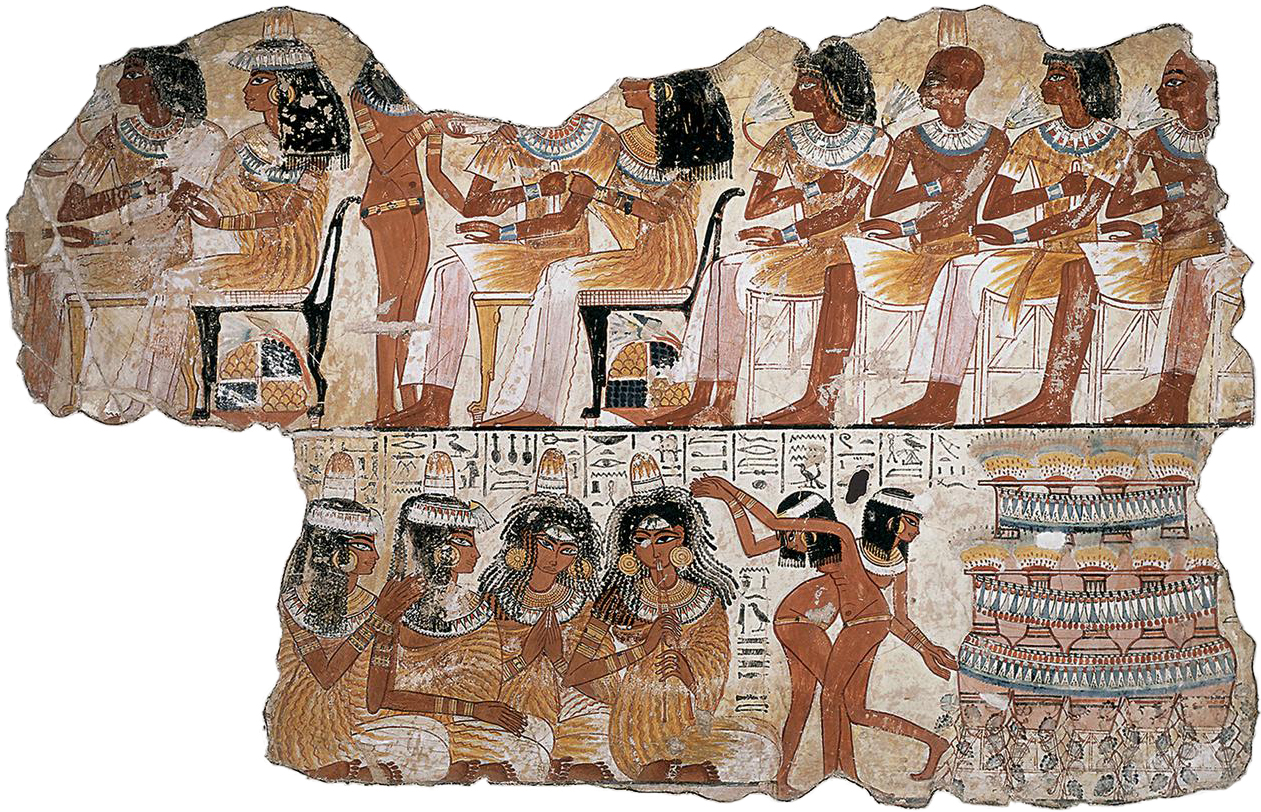
Escena de un banquete en la tumba de Nebamun. Las imágenes de música y danza hace alusión a Hathor.

La religión egipcia celebraba los placeres de los sentidos en la vida, que se consideraban entre los regalos de los dioses a la humanidad. Los egipcios comían, bebían, bailaban y tocaban música en sus festivales religiosos. Perfumaban el aire con flores e incienso. Muchos de los epítetos de Hathor la asocian con las celebraciones; se la menciona como la señora de la música, la danza, las guirnaldas, la mirra y la embriaguez. En himnos y relieves de templos, los músicos tocan panderos, arpas, liras y sistros en honor de Hathor. El sistro, un instrumento parecido a un sonajero, fue particularmente importante en su adoración; este instrumento tenía connotaciones eróticas y, por extensión, aludía a la creación de nueva vida.
Estos aspectos de la diosa estaban relacionados con el mito del Ojo de Ra. El Ojo fue pacificado por la cerveza en el mito de la destrucción de la humanidad. En algunas versiones del mito de la Diosa Distante, la naturaleza salvaje del Ojo vagabundo disminuyó cuando fue apaciguada con productos de la civilización como la música, la danza y el vino. El agua de la crecida anual del Nilo, coloreada de rojo por los sedimentos, se comparó con el vino y con la cerveza teñida de rojo del mito de la destrucción. Los festivales que se celebraban durante la inundación incorporaban, en consecuencia, la bebida, la música y la danza como una forma de apaciguar a la diosa que regresaba. Un texto del Templo de Edfu dice de Hathor: «Los dioses tocan el sistro para ella, las diosas danzan para que ella se deshaga de su mal genio». Un himno a la diosa Rattaui como una forma de Hathor en el templo de Medamud describe el «Festival de la embriaguez» como parte de su mítico regreso a Egipto. Las mujeres llevan ramos de flores, los juerguistas borrachos tocan tambores y personas y animales de otros países bailan para ella mientras entra en el palco del festival del templo. El ruido de la celebración aleja los poderes hostiles y asegura que la diosa permanezca en su forma alegre mientras espera al dios masculino del templo, su mitológico consorte Montu, cuyo hijo dará a luz.

### Sexualidad, belleza y amor
Su lado alegre y exultante indica su poder femenino y procreador. En algunos mitos de la creación contribuyó a crear el propio mundo. Se creía que Atum, un dios creador que contenía todas las cosas dentro de sí mismo, había generado, mediante una masturbación metafórica, a Shu y Tefnut y así comenzó el proceso de creación. La mano que utilizó para este acto, la «Mano de Atum», representaba el aspecto femenino de sí mismo y podía ser personificada por Hathor, Nebethetepet o Iusaaset. En un antiguo mito de la creación del periodo ptolemaico (332-30 a. C.), el dios Jonsu desempeña un papel fundamental, y Hathor es la diosa con la que Jonsu se empareja para hacer posible la creación.
Hathor podía ser la consorte de muchos dioses masculinos, de los cuales Ra era solo el más importante. Mut era la consorte habitual de Amón, la principal deidad durante el Imperio Nuevo, que a menudo estaba relacionada con Ra. Pero a Mut se le representaba en pocas ocasiones junto a Amón en contextos relacionados con el sexo o la fertilidad, y en esas situaciones, Hathor o Isis estaban a su lado. En los últimos períodos de la historia egipcia, la forma de Hathor en Dendera y la de Horus en Edfu eran consideradas marido y mujer, y en diferentes versiones del mito de la Diosa Distante, Hathor-Rattaui era la consorte de Montu y Hathor-Tefnut la de Shu.
Su aspecto sexual se aprecia en algunos relatos cortos. En un fragmento críptico de un cuento del Imperio Medio, conocido como La historia del pastor, un pastor se encuentra con una diosa peluda, parecida a un animal, en un pantano y reacciona con terror. Otro día la encuentra como una mujer desnuda y seductora. La mayoría de los egiptólogos que estudiaron esta historia opinan que esta mujer es Hathor o una diosa como ella, una que puede ser salvaje y peligrosa o benigna y erótica. Thomas Schneider interpreta el texto en el sentido de que entre sus dos encuentros con la diosa, el pastor ha hecho algo para apaciguarla.
 En Las disputas de Horus y Seth, un relato corto del Imperio Nuevo sobre el conflicto entre esos dos dioses, Ra está molesto tras haber sido insultado por otro dios, Babi, y se tiende en el suelo a descansar. Al cabo de un tiempo, Hathor le muestra sus genitales a Ra, haciéndolo reír y levantarse de nuevo para realizar sus deberes como gobernante de los dioses. Se creía que la vida y el orden dependían de la actividad de Ra, por lo que la historia implica que Hathor evitó las desastrosas consecuencias de su ociosidad. Su acto puede haber levantado el ánimo de Ra en parte porque lo excitó sexualmente, aunque no se tiene muy claro por qué sonrió.
Fue ensalzada por su hermoso cabello. La literatura egipcia incluye alusiones a un mito que no está claramente descrito en ningún texto que haya sobrevivido, en el que Hathor perdió un mechón de pelo que representaba su encanto sexual. Un texto compara esta pérdida con la pérdida de Horus de su Ojo divino y la de Seth de sus testículos durante la lucha entre los dos dioses, dando a entender que la pérdida del bucle de Hathor fue tan catastrófica para ella como la mutilación de Horus y Set lo fue para ellos.
Fue conocida como «señora del amor», como una prolongación de su aspecto sexual. En la serie de poemas de amor del papiro de Chester Beatty I, de la dinastía XX (c. 1189-1077 a. C.), hombres y mujeres le piden a Hathor que les traiga a sus amantes: «Le recé a ella [Hathor] y ella escuchó mi plegaria. Ella destinó a mi señora [amada] para mí. Y ella vino por su propia voluntad a verme.»

### Maternidad y dignidad real

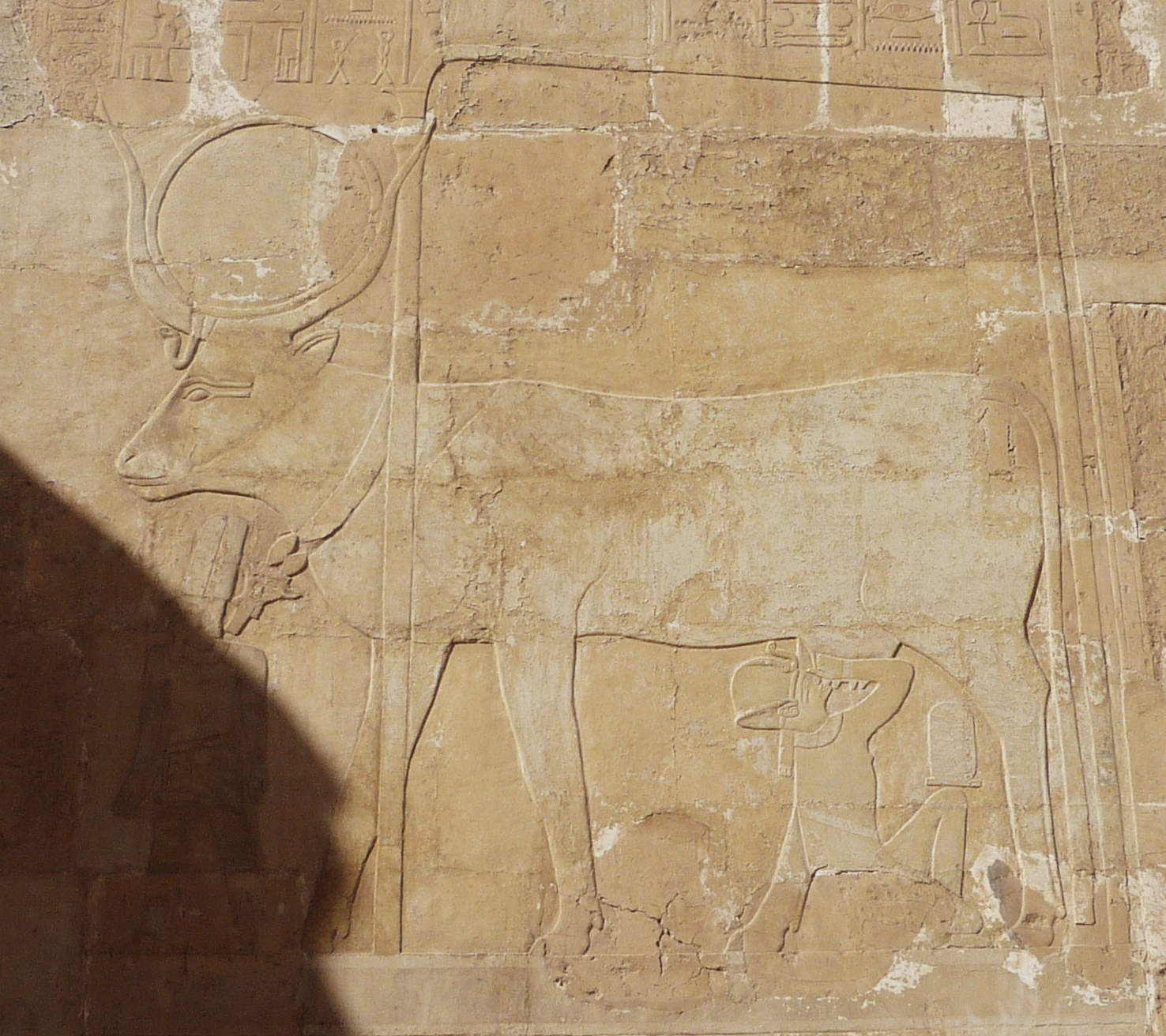
Hathor como una vaca amamantando a la faraón Hatshepsut, en su templo en Deir el-Bahari.

Estaba considerada la madre de varias deidades infantiles. Como indica su nombre, a menudo se la consideraba tanto la madre como la consorte de Horus. Como esposa del rey y madre de su heredero, Hathor era la contraparte divina de las reinas humanas.
Isis y Osiris se consideraban los padres de Horus en el Mito de Osiris ya en el Imperio Antiguo, pero la relación entre Horus y Hathor puede que sea incluso más antigua. Si es así, Horus solo se relacionó con Isis y Osiris cuando surgió el Mito de Osiris durante el Imperio Antiguo. Incluso después de que Isis se consolidó claramente como la madre de Horus, Hathor continuó apareciendo en este papel, especialmente cuando amamantaba al faraón. Imágenes de Hathor representada como vaca con un niño en un matorral de papiros representaban su educación mitológica en un pantano aislado. La leche de las diosas era un signo de divinidad y estatus real. Así, las imágenes en las que Hathor cuida al faraón representan su derecho a gobernar. La relación de Hathor con Horus le confirió un aspecto curativo a su personalidad, ya que se decía que había restaurado el ojo u ojos perdidos de Horus después de que Set lo atacara. En la versión de este episodio de Las disputas de Horus y Seth, Hathor encuentra a Horus con los ojos arrancados y cura las heridas con leche de gacela.
A partir del período tardío (664-323 a. C.), los templos se centraron en la adoración de una familia divina: una deidad masculina adulta, su esposa y su hijo todavía pequeño. Los edificios auxiliares conocidos como mammisis, fueron construidos para celebrar el nacimiento de la deidad infantil local. El dios niño representaba la renovación cíclica del cosmos y un heredero arquetípico de la realeza. Hathor fue la madre en muchas de estas tríadas locales de dioses. En Dendera, el Horus adulto de Edfu era el padre y Hathor la madre, mientras que su hijo era Ihy, un dios cuyo nombre significaba «músico del sistro» y que personificaba el júbilo asociado con este instrumento. Entre otros hijos de Hathor había una deidad menor de la ciudad de Hu, llamada Neferhotep, y varias formas infantiles de Horus.
La savia lechosa del sicomoro, que los egipcios consideraban un signo de vida, se convirtió en uno de sus símbolos. La leche se equiparaba con las aguas de la inundación del Nilo y, por lo tanto, con la fertilidad. A finales de los periodos ptolemaico y romano, muchos templos incluían un mito de la creación que adaptaba ideas ancestrales sobre la creación. La versión del templo de Hathor en Dendera enfatiza que ella, como deidad solar femenina, fue el primer ser en emerger de las aguas primordiales que precedieron a la creación, y que su luz y su leche vivificantes nutrieron a todos los seres vivos.
Al igual que Mesjenet, otra diosa relacionada con la maternidad, Hathor estaba ligada al shai, el concepto egipcio del destino, sobre todo cuando adoptó la forma de las «Siete Hathores». En dos obras de ficción del Imperio Nuevo, la Historia de los dos hermanos y la Historia del príncipe predestinado, las Hathores aparecen en los nacimientos de los personajes principales y predicen la forma en la que mueren.
Sus facetas maternales pueden compararse con las de Isis y Mut, pero existen muchos matices diferentes entre ellas. La devoción de Isis hacia su esposo y el cuidado de su hijo representaba una forma de amor socialmente más aceptable que la sexualidad desinhibida de Hathor, y el carácter de Mut era más autoritario que sexual. En el Papyrus Insinger, un texto del siglo I d. C., se compara a una esposa fiel, la señora de un hogar, con Mut, mientras que a Hathor la compara con una mujer extraña que seduce a un hombre casado.

### Tierras extranjeras y comercio
Egipto mantenía relaciones comerciales con las ciudades costeras de Siria y Canaán, especialmente Biblos, lo que ponía a la religión egipcia en contacto con las de esa región. En algún momento, quizás ya durante el Imperio Antiguo, los egipcios comenzaron a hacer referencia a la diosa patrona de Biblos, Baalat Gebal, como una forma local de Hathor. Su vínculo con Biblos era tan fuerte que los textos de Dendera dicen que residía allí. En algunas ocasiones los egipcios equiparaban a Hathor con Anat, una diosa cananea también agresiva y sensual que fue adorada en Egipto durante el Imperio Nuevo. Algunas obras de arte cananeas representan a una diosa desnuda con una peluca rizada que proviene de la iconografía de Hathor. No se sabe qué diosa representan estas imágenes, pero los egipcios adoptaron su iconografía y llegaron a considerarla como una deidad independiente, Qetesh, a la que relacionaron con Hathor.
Su carácter solar puede que haya jugado un papel importante en su vinculación con el comercio: se creía que protegía a los barcos en el Nilo y en los mares más allá de Egipto, ya que protegía la barca de Ra en el cielo. El peregrinaje mitológico de la diosa Ojo en Nubia o Libia también la ligó con esas tierras.
Estaba estrechamente relacionada con la península del Sinaí, que no se consideraba parte de Egipto propiamente dicho, sino que era el emplazamiento de minas egipcias de cobre, turquesa y malaquita durante los imperios Medio y Nuevo. Uno de los epítetos de Hathor, «Señora de la turquesa», puede hacer referencia específica a la turquesa o a todos los minerales de color verde azulado.  También se la llamaba «Señora de la fayenza» ", una cerámica azul verdosa que los egipcios comparaban con la turquesa. También era adorada en varias canteras y emplazamientos mineros del desierto arábigo de Egipto, como las minas de amatista de Wadi el-Hudi, donde a veces se la llamaba «Señora de la amatista».
En el sur de Egipto, se cree que su influencia se extendió hasta Punt, que se encontraban a lo largo de la costa del mar Rojo y que fueron la principal fuente de incienso con el que se ligaba a Hathor, así como a Nubia, al noroeste de Punt. La autobiografía de Hirjuf, un funcionario de la dinastía VI (c. 2345-2181 a. C.), describe su expedición a una tierra en o cerca de Nubia, de la que trajo grandes cantidades de ébano, pieles de pantera e incienso para el rey; el texto describe estos bienes exóticos como un regalo de Hathor al faraón. Las expediciones egipcias para extraer oro en Nubia introdujeron su culto a la región durante los imperios Medio y Nuevo, y los faraones del Imperio Nuevo le construyeron varios templos en las regiones de Nubia en las que gobernaban.

### Vida después de la muerte

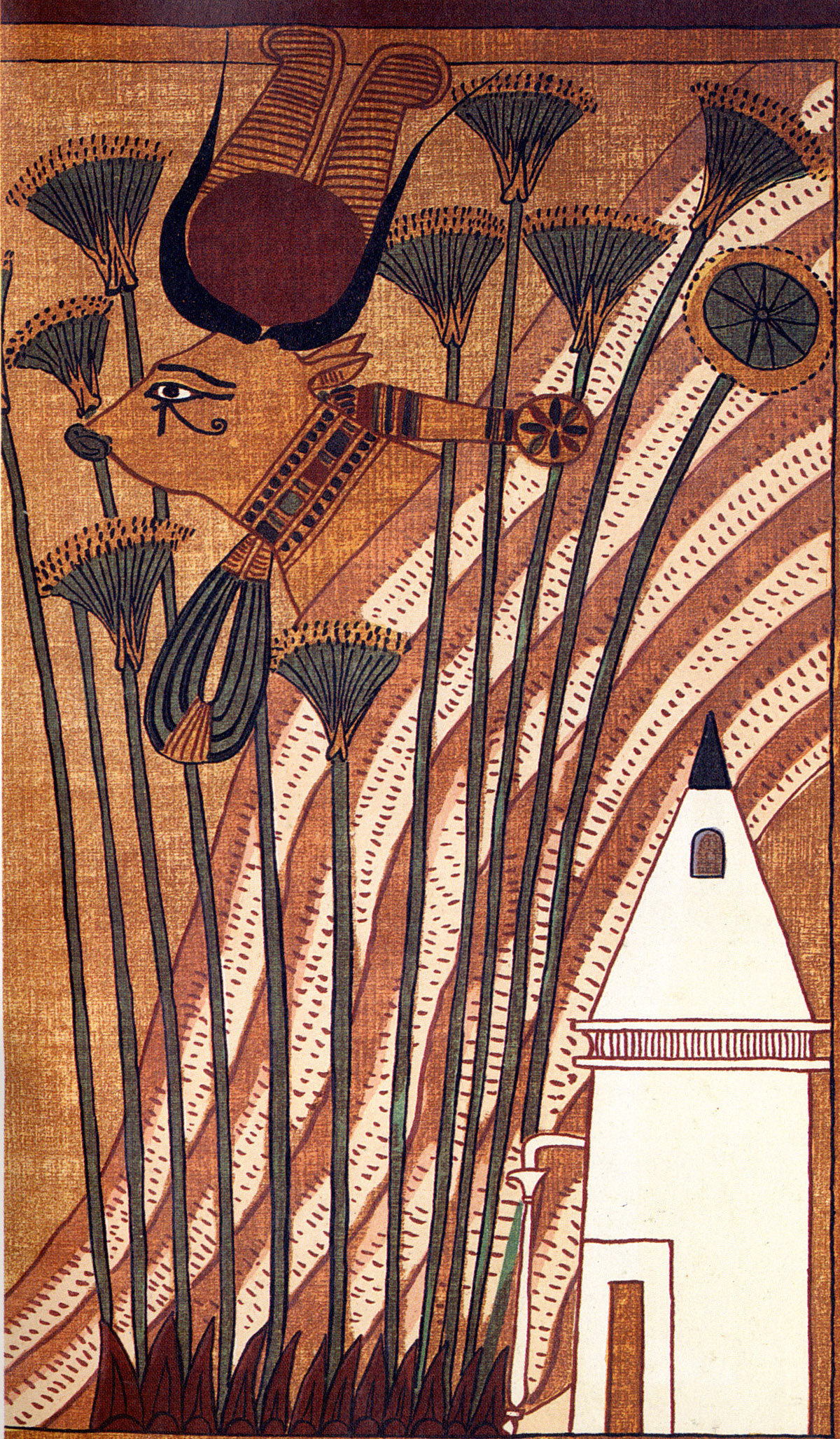
Hathor, en forma bovina, emerge de una colina que representa la Necrópolis tebana, en una copia del Libro de los muertos del

Era una de las varias diosas que se creía que ayudaban a las almas fallecidas en la otra vida. Una de ellas era Amentit, la diosa del oeste, que personificaba las necrópolis o grupos de tumbas en la margen oeste del Nilo y el reino de la vida después de la muerte en sí mismo. A menudo se la consideraba una manifestación específica de Hathor.
Del mismo modo que cruzó la frontera entre Egipto y otras tierras, Hathor traspasó la frontera entre los vivos y la Duat, el reino de los muertos. Ayudaba a los espíritus de los humanos fallecidos a entrar en la Duat y estaba estrechamente vinculada a las tumbas, donde se iniciaba esa transición. La Necrópolis tebana, por ejemplo, se presentaba a menudo como una montaña estilizada de la que salía la vaca Hathor. Su papel como diosa del cielo también estaba ligado a la vida después de la muerte. Como diosa del cielo, ya fuera Nut o Hathor, que asistía a Ra en su renacer diario, tuvo un papel importante en las creencias egipcias sobre la vida después de la muerte, según las cuales los humanos fallecidos renacían como el dios sol. Ataúdes, tumbas y el propio inframundo se interpretaron como el vientre de esta diosa, de la que renacería el alma fallecida.
Nut, Hathor y Amentit podían, en diferentes textos, llevaban a los difuntos a un lugar donde recibirían comida y bebida para el sustento eterno. Así Hathor, como Amentit, aparece a menudo en las tumbas, dando la bienvenida a la persona fallecida como a su hijo en una vida después de la muerte. En los textos funerarios y obras de arte del Imperio Nuevo, la otra vida se ilustraba a menudo como un jardín agradable y fértil, que a veces era presidido por Hathor. La acogedora diosa de la vida después de la muerte fue representada a menudo como una diosa en forma de árbol, dando agua al difunto. Nut cumplía más habitualmente este papel, pero la diosa del árbol a veces era llamada Hathor.
La vida después de la muerte también tenía un componente sexual. En el mito de Osiris, el dios asesinado resucitó cuando copuló con Isis y concibió a Horus. En la ideología solar, la unión de Ra con la diosa del cielo permitió su propio renacer. Por lo tanto, el sexo permitió el renacimiento del difunto, y diosas como Isis y Hathor contribuyeron a despertar al difunto a una nueva vida. No obstante, simplemente estimulaban los poderes regenerativos de las deidades masculinas, en lugar de desempeñar el papel central.
Los antiguos egipcios precedían los nombres del difunto con el nombre de Osiris para conectarlos con su resurrección. Por ejemplo, una mujer llamada Henutmehyt sería «Osiris-Henutmehyt». Con el tiempo, se fue asociando cada vez más a los difuntos con poderes divinos masculinos y femeninos. Ya en el Imperio Antiguo, en ocasiones se decía que las mujeres se unían a los adoradores de Hathor en la otra vida, al igual que los hombres se unían a los seguidores de Osiris. En el Tercer periodo intermedio (c. 1070-664 a. C.), los egipcios comenzaron a añadir el nombre de Hathor al de las mujeres fallecidas en lugar del de Osiris. En algunos casos, las mujeres fueron llamadas «Osiris-Hathor», lo que indica que se beneficiaban del poder revivificante de ambas deidades. Durante estos períodos tardíos, a veces se decía que Hathor gobernaba la vida después de la muerte como lo hizo Osiris.

## Iconografía
Con frecuencia se la representa como una vaca con el disco solar entre los cuernos, especialmente cuando se la veía amamantando al rey. También podría aparecer como una mujer con cabeza de vaca. Sin embargo su representación más habitual era la de una mujer que llevaba un tocado con los cuernos y el disco solar, a menudo con un vestido tubo rojo o turquesa, o uno que combinaba ambos colores. A veces los cuernos se situaban sobre un modio bajo o el tocado de buitre típico de las reinas egipcias del Imperio Nuevo. Como Isis adoptó el mismo tocado durante el Imperio Nuevo, las dos diosas solo pueden distinguirse si la imagen tiene un rótulo escrito. En su papel de Amentit, Hathor lucía en su cabeza el emblema del oeste en lugar del tocado con cuernos. Las Siete Hathores se representaban en ocasiones como un conjunto de siete vacas, acompañadas por una deidad menor del cielo y de la vida después de la muerte llamada el Toro del Oeste.
También podía ser representada en la figura de otros animales, además de la vaca. El ureo era un motivo habitual en el arte egipcio y podía representar a diversas diosas que se identificaban con el Ojo de Ra. Cuando se la mostraba como un ureo, representaba los aspectos más violentos y protectores de su carácter; también aparece en ocasiones como una leona, con un sentido similar. Por el contrario, el gato doméstico, que a veces se asociaba a Hathor, a menudo representaba la forma pacífica de la diosa Ojo. Cuando se la representaba como un sicomoro, aparecía con la parte superior de su cuerpo humano emergiendo del tronco.
Como otras diosas, podía aparecer con un tallo de papiro como bastón, aunque en su lugar a veces sostenía un cetro uas, símbolo de poder que normalmente estaba restringido a las deidades masculinas. Las únicas diosas que utilizaron el uas eran las que, como Hathor, estaban relacionadas con el Ojo de Ra. También solía portar un sistro o lucir un collar menat. El sistro se muestra con dos variantes: una con forma de nudo simple, o el más complejo sistro naos, que se asemeja a una cela o naos de un templo y está flanqueada por volutas que recuerdan a las antenas del símbolo de Bat. El collar menat, con forma de platillo compuesto de muchas filas de cuentas, se agitaba en ceremonias en honor de Hathor, de forma similar al sistro. Imágenes de este objeto a veces se consideraban personificaciones de la propia Hathor. Otro de sus símbolos eran los espejos, porque en Egipto a menudo estaban elaborados con oro o bronce y por lo tanto simbolizaban el disco solar, y también porque estaban relacionados con la belleza y la feminidad. Algunos mangos de espejos incluían la cara de Hathor.
A veces se representaba como un rostro humano con orejas de vacuno, visto de frente y no desde la perspectiva de perfil típica del arte egipcio. Cuando se  representa en esta forma, el pelo a cada lado de su cara a menudo se enrosca formando bucles. Este rostro en forma de máscara apareció en capiteles de columnas a partir del Imperio Antiguo. Columnas de este estilo se utilizaron en muchos templos para Hathor y otras diosas. Estas columnas tienen dos o cuatro caras, que pueden representar la dualidad entre los diferentes aspectos de la diosa o la vigilancia de la Hathor de las Cuatro Caras. Los diseños de las columnas hathóricas tienen una relación compleja con los de los sistros. Ambos estilos de sistro pueden incluir la máscara Hathor en el mango, y las columnas hathóricas a menudo incorporan la forma de un sistro naos sobre la cabeza de la diosa.

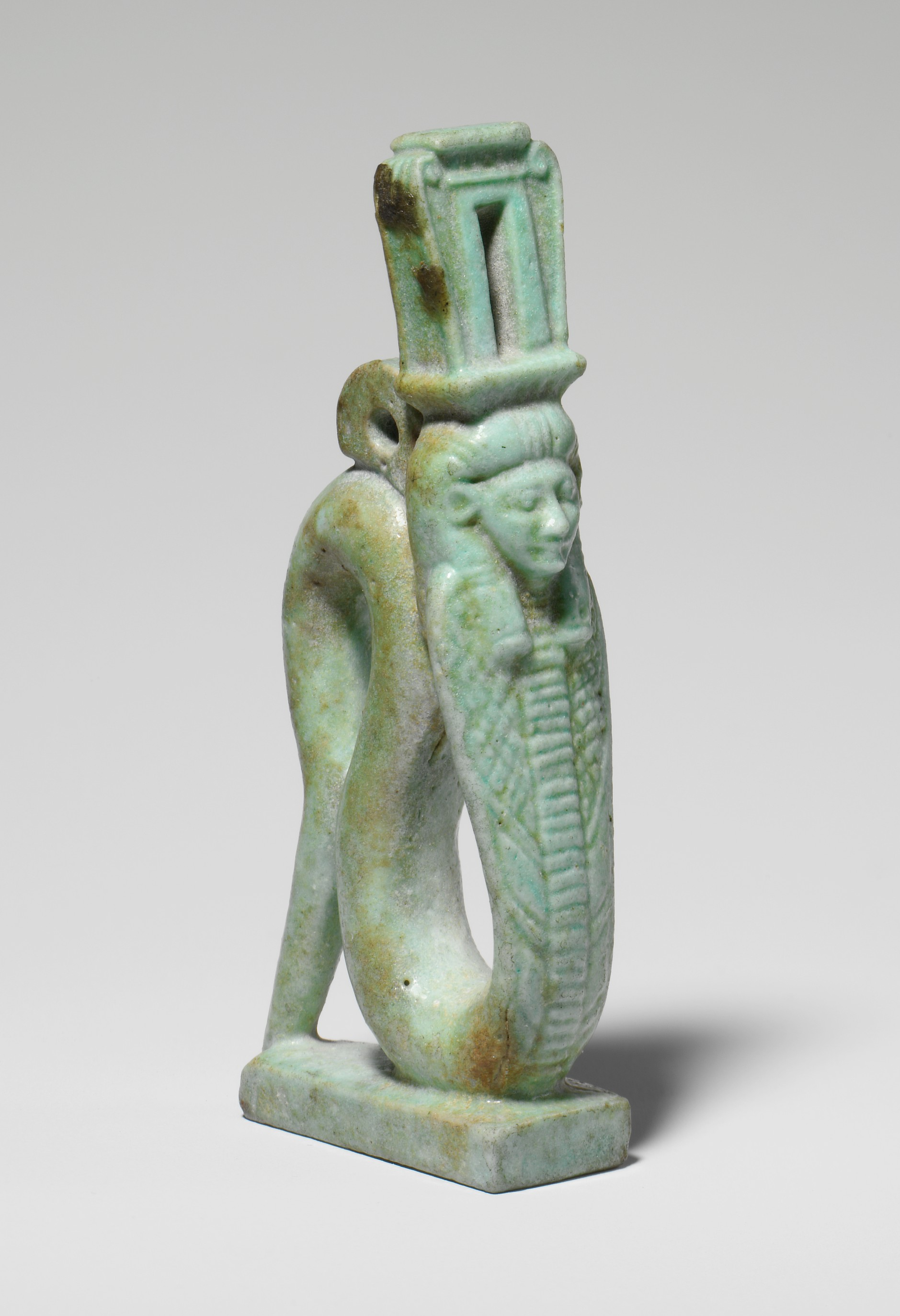
Amuleto de Hathor como un ureo que luce un tocado naos, de principios o mediados del primer milenio antes de Cristo.
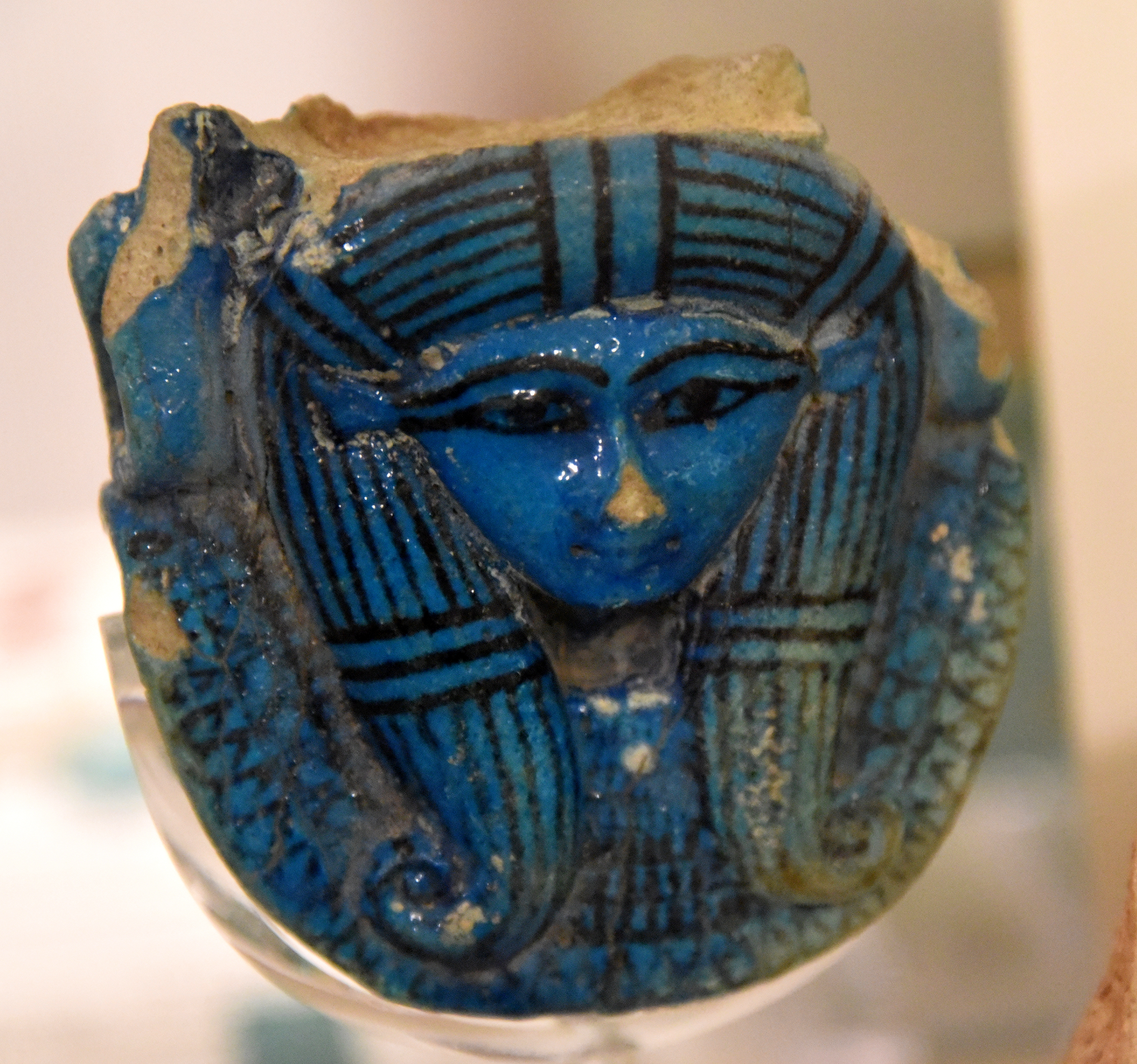
Mango de sistro con su cara con una peluca rizada, siglos XVI a XIV a. C.
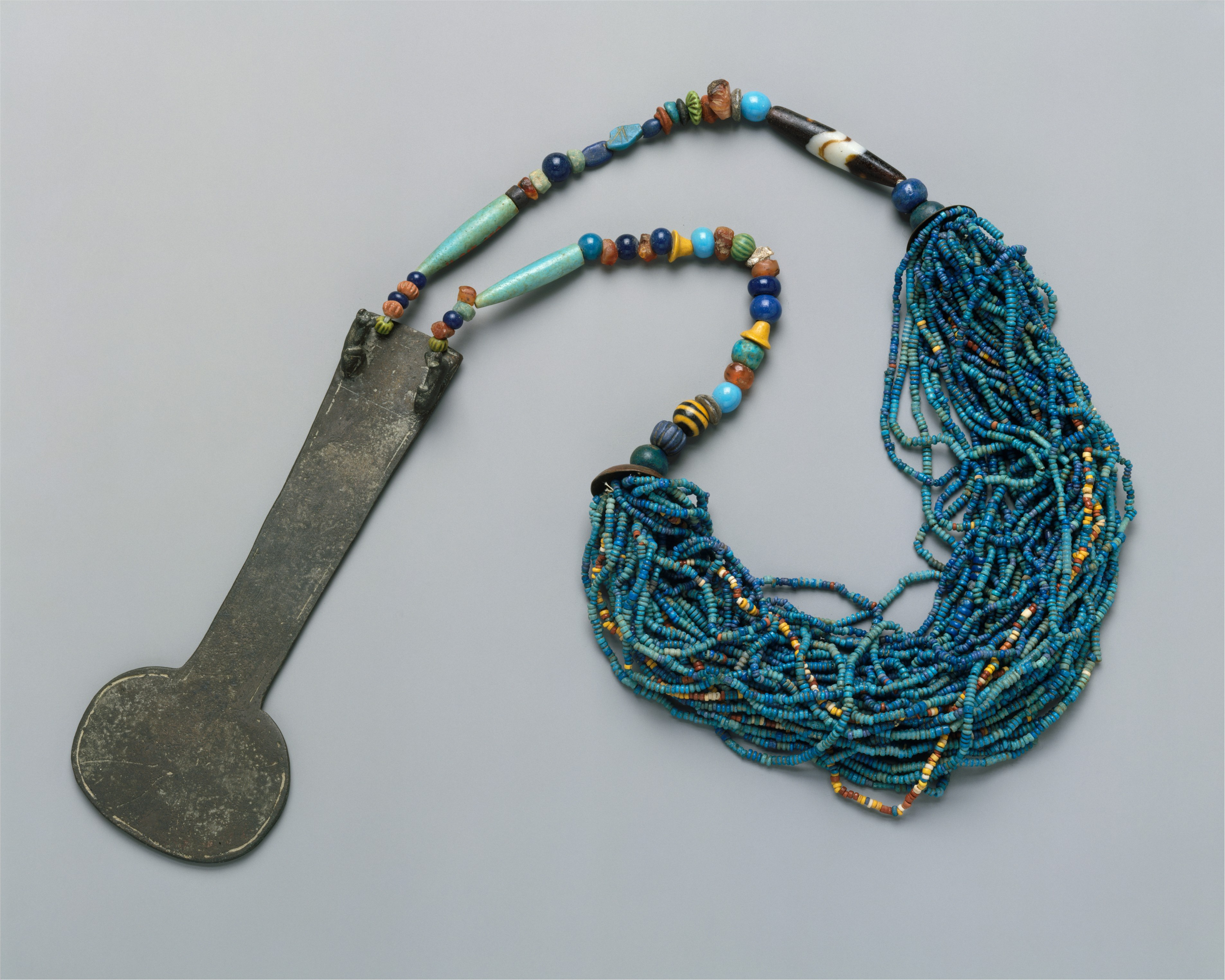
Collar menat, siglo XIV a. C.
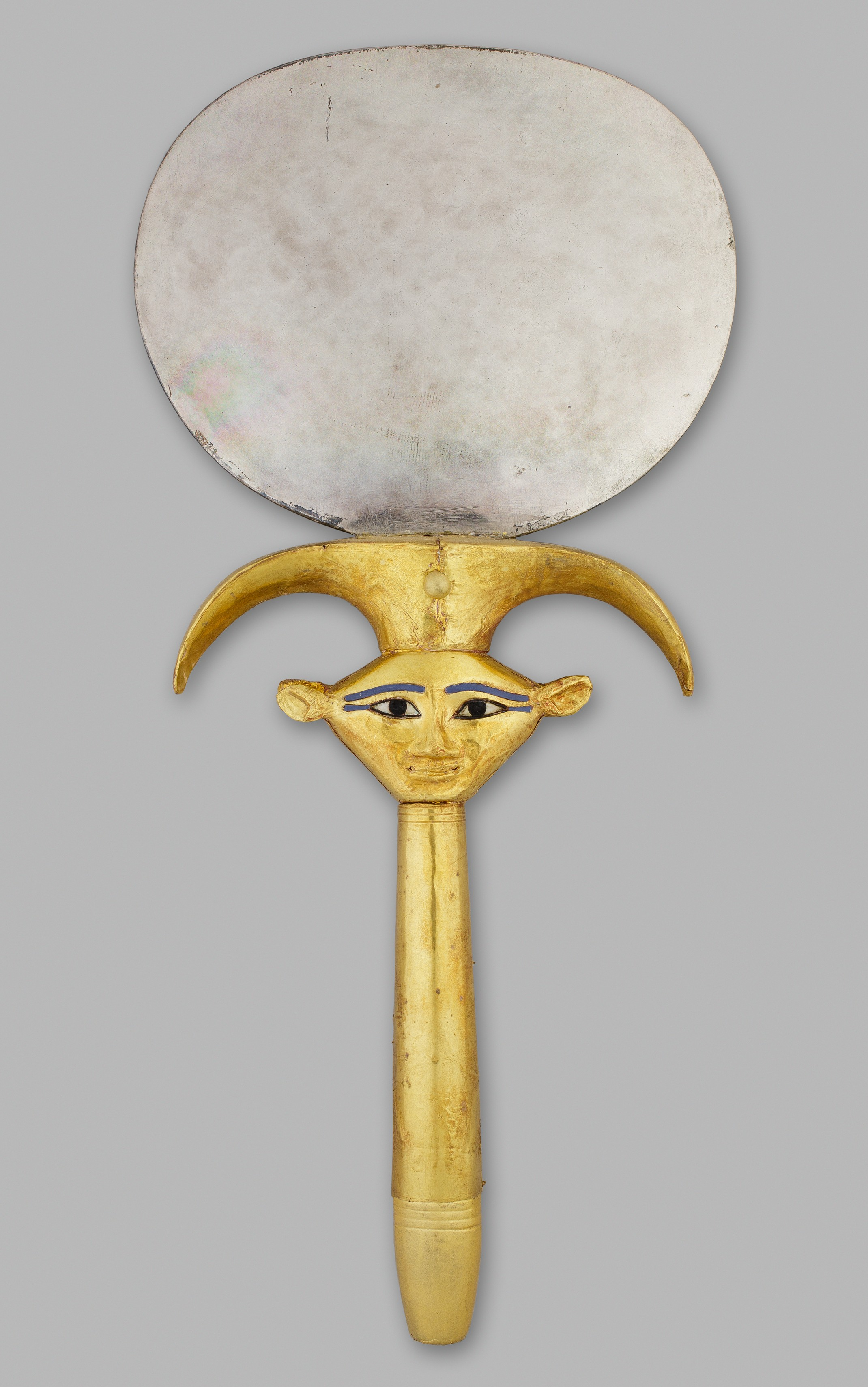
Espejo con su cara en el mango, siglo XV a. C.
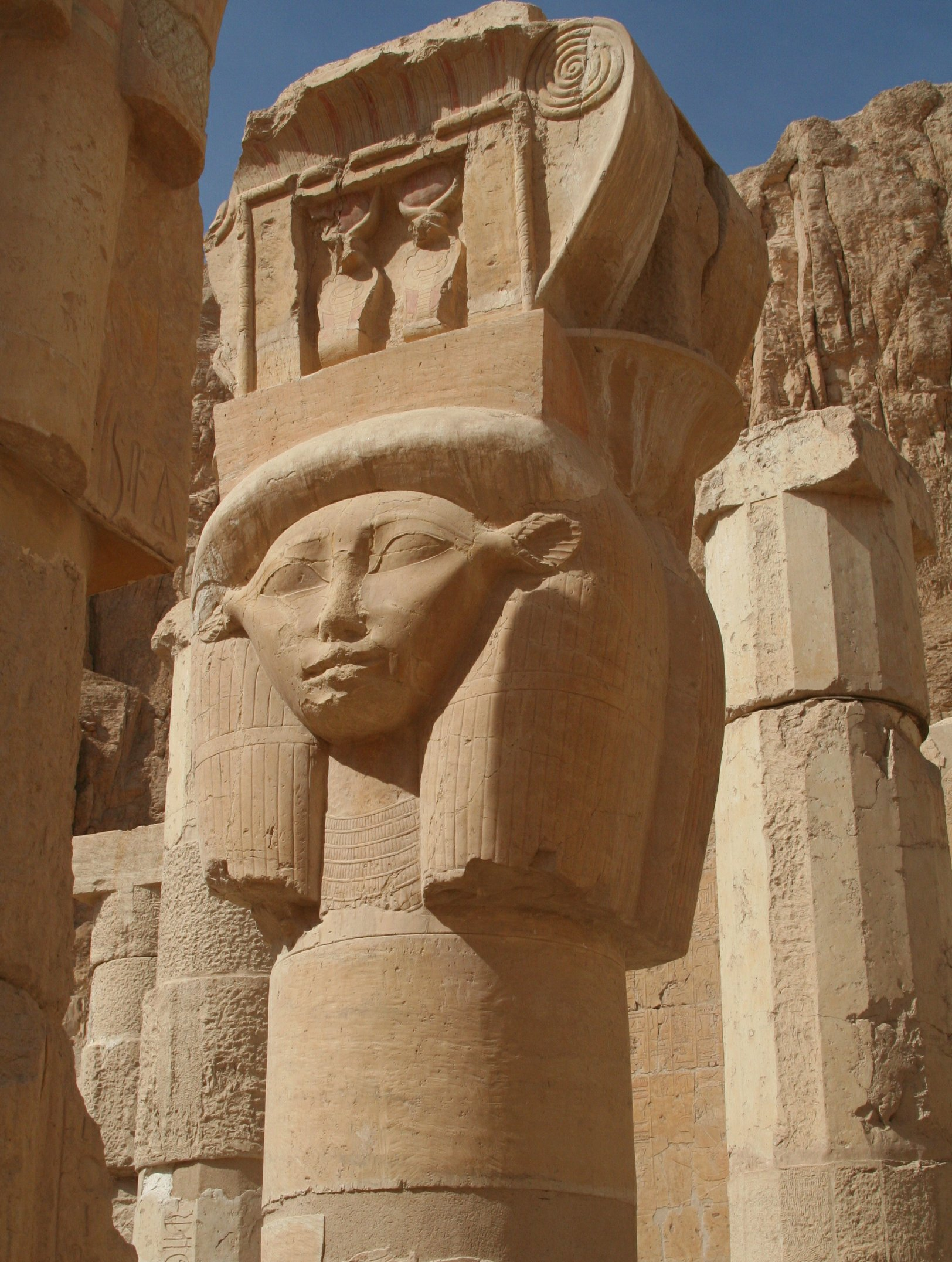
Columna con su cara, coronada por un naos con dos ureos, en el Templo funerario de Hatshepsut, siglo XV a. C.

## Culto

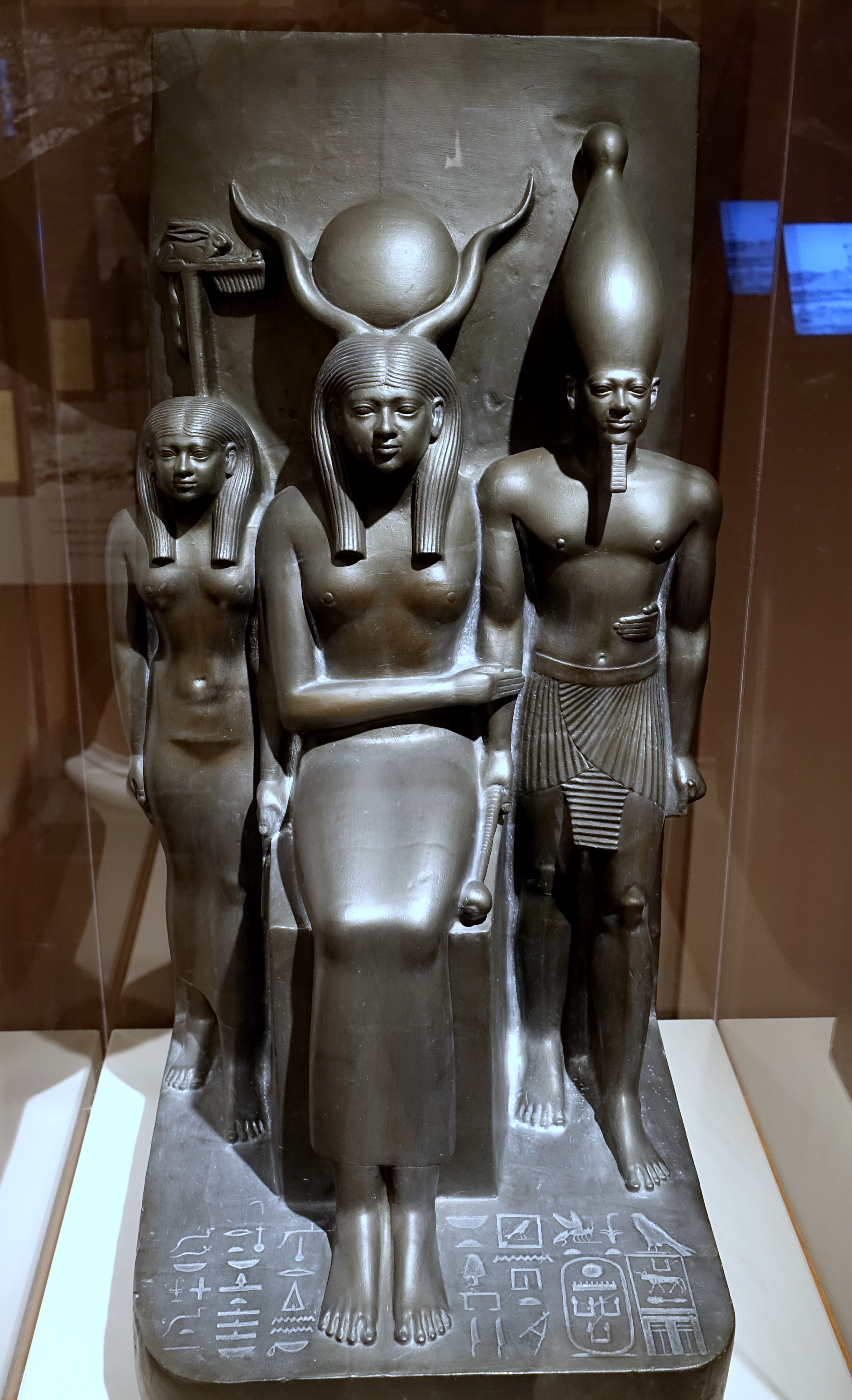
Copia de una estatua de Hathor (centro) con una diosa que personifica el XV nomo del Alto Egipto (izquierda) y Micerino, rey de la dinastía IV (derecha);

### Relación con la realeza
Durante el Periodo arcaico Neit era la diosa dominante en la corte real, mientras que en la dinastía IV, Hathor se convirtió en la diosa más estrechamente vinculada con el rey. El fundador de esta dinastía, Seneferu, es posible que le construyera un templo, y una hija de Dyedefra fue la primera sacerdotisa de Hathor de la que se tiene constancia. Los gobernantes del Imperio Antiguo únicamente hacían contribuciones a templos dedicados a reyes particulares o a deidades estrechamente relacionadas con la realeza. Hathor fue una de las pocas deidades que recibió esa clase de donaciones. Los últimos gobernantes del Imperio Antiguo promovieron especialmente el culto a Hathor en las provincias, como una forma de vincular a esas regiones a la corte real. Es posible que Hathor haya asumido los atributos de las diosas provinciales contemporáneas.
Muchas mujeres de la realeza, aunque no fueran monarcas reinantes, ocuparon cargos en la administración del culto a Hathor durante el Imperio Antiguo. Mentuhotep II, que se convirtió en el primer faraón del Imperio Medio a pesar de no tener ninguna relación con los gobernantes del Imperio Antiguo, trató de legitimar su gobierno representándose a sí mismo como hijo de Hathor. Las primeras imágenes de la vaca Hathor amamantando al rey datan de su reinado, y varias de sus sacerdotisas fueron representadas como si fueran sus esposas, aunque puede que en realidad no se hubiera casado con ellas. En el curso del Imperio Medio, las reinas se veían cada vez más como la encarnación directa de la diosa, del mismo modo que el rey encarnaba a Ra. El interés en representar a la reina como Hathor continuó a lo largo del Imperio Nuevo. Las reinas se representaron con el tocado de Hathor a partir de finales de la dinastía XVIII. Una imagen del Heb Sed de Amenofis III, destinada a celebrar y renovar su reinado, muestra al rey junto a Hathor y su esposa la reina Tiy, lo que podría significar que el rey se casó simbólicamente con la diosa en el transcurso de la fiesta.
Hatshepsut, una mujer que gobernó como faraón en los primeros tiempos del Imperio Nuevo, destacó su relación con Hathor de una manera distinta. Utilizó nombres y títulos que la relacionaban con varias diosas, entre ellas Hathor, para legitimar su gobierno, que normalmente era una función masculina. Le construyó varios templos a Hathor y erigió su propio templo funerario, que incorporaba una capilla dedicada a la diosa, en Deir el-Bahari, que había sido un lugar de culto a Hathor desde el Imperio Medio.
La importancia de Amón durante el Imperio Nuevo dio mayor visibilidad a su consorte Mut y en el transcurso de este período, Isis comenzó a aparecer en funciones que tradicionalmente pertenecían únicamente a Hathor, como la de la diosa en la barca solar. A pesar de la creciente relevancia de estas deidades, Hathor siguió siendo importante durante todo el Imperio Nuevo, particularmente en relación con la fertilidad, la sexualidad y la realeza.
Después del Imperio Nuevo Isis eclipsó cada vez más a Hathor y a otras diosas al asumir sus funciones. Durante el Período helenístico de Egipto, cuando los griegos gobernaron el país y su religión desarrolló una compleja relación con la de Egipto, la dinastía ptolemaica adoptó y modificó la ideología egipcia sobre la divinidad de la realeza. Comenzando con Arsínoe II, esposa de Ptolomeo II, los ptolomeos asociaron estrechamente a sus reinas con Isis y con varias diosas griegas, en particular con su propia diosa del amor y la sexualidad, Afrodita. Sin embargo, cuando los griegos hacían referencia a los dioses egipcios con los nombres de sus propios dioses (interpretatio graeca), en ocasiones llamaban a Hathor Afrodita. Los rasgos de Isis, Hathor y Afrodita se combinaron para justificar el tratamiento de las reinas ptolemaicas como diosas. Así, el poeta Calímaco aludió al mito del mechón de pelo perdido de Hathor al elogiar a Berenice II por sacrificar su propio pelo a Afrodita, y los rasgos iconográficos que compartían Isis y Hathor, como los cuernos bovinos y el tocado de buitre, aparecieron en las imágenes que retratan a las reinas ptolemaicas como Afrodita.

### Templos en Egipto

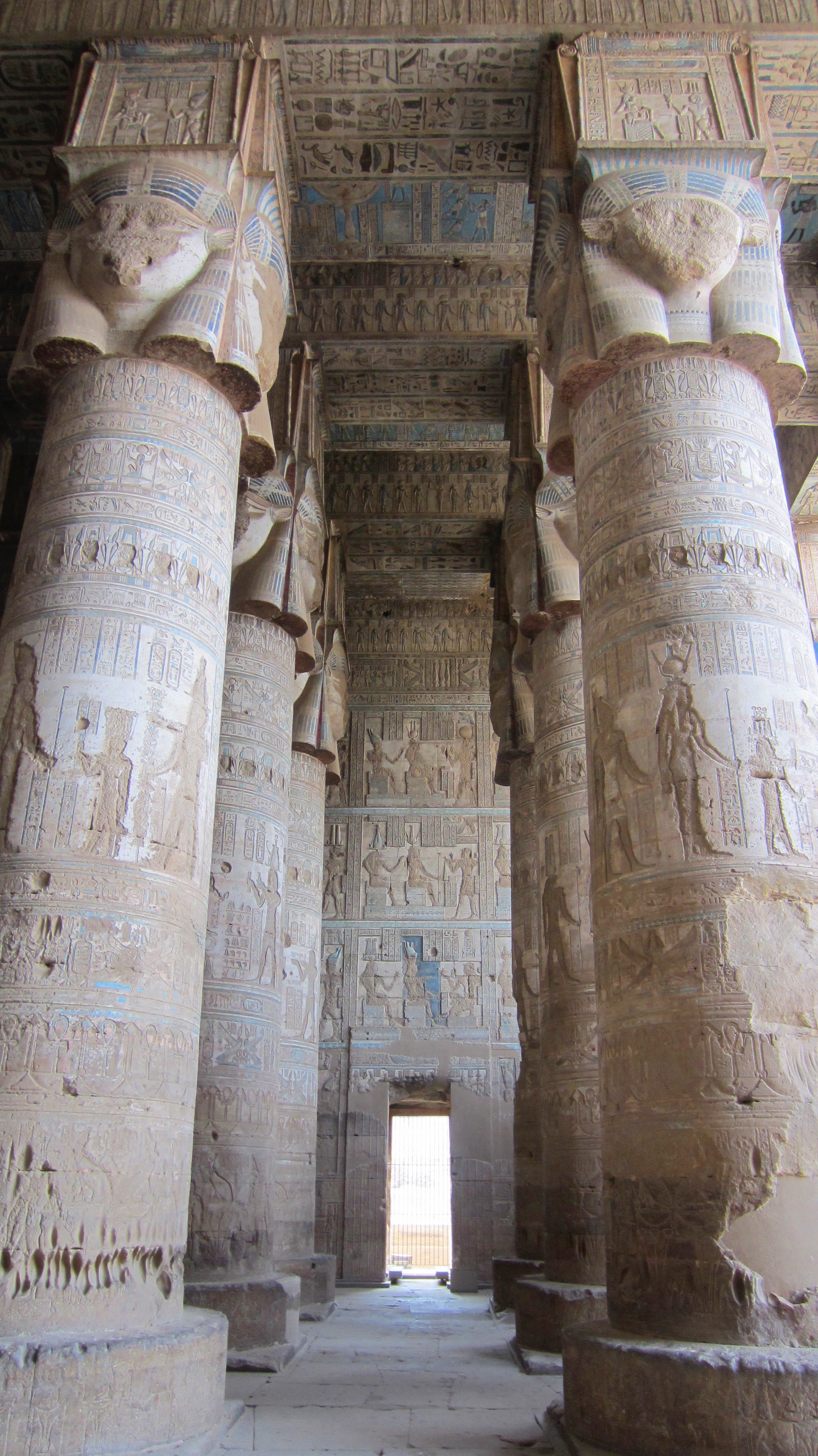
Sala hipóstila del Templo de Hathor en Dendera,

Se dedicaron más templos a Hathor que a cualquier otra diosa egipcia. Durante el Imperio Antiguo, su centro de culto más importante estaba en la región de Menfis, donde la «Hathor del sicomoro» era adorada en muchos lugares a lo largo de la Necrópolis Menfita. Durante el Imperio Nuevo, el templo de la Hathor del sicomoro del sur fue su principal templo en Menfis. Allí se la describió como hija de la principal deidad de la ciudad, Ptah. El culto de Ra y Atum en Heliópolis, al noreste de Menfis, incluía un templo a Hathor-Nebethetepet que probablemente fue construido en el Imperio Medio. Un sauce y un sicomoro estaban cerca del santuario y es posible que hayan sido adorados como manifestaciones de la diosa. Algunas ciudades más al norte del delta del Nilo, como Yamu y Terenuthis, también tenían templos dedicados a ella.
Cuando los gobernantes del Imperio Antiguo se dedicaron a establecer ciudades en el Alto y Medio Egipto, se fundaron varios centros de culto de Hathor en toda la región, en lugares como Cusae, Akhmim y Naga ed-Der. En el Primer periodo intermedio (c. 2181-2055) su estatua de culto en Dendera se trasladaba periódicamente a la Necrópolis tebana. A comienzos del Imperio Medio, Mentuhotep II le erigió un centro de culto permanente en la necrópolis de Deir el-Bahari. Un pueblo próximo, Deir el-Medina, hogar de los trabajadores de las tumbas de la necrópolis durante el Imperio Nuevo, también contaba con templos dedicados a Hathor. Uno de ellos siguió operativo y fue reconstruido periódicamente hasta el periodo ptolemaico, siglos después de que el pueblo fuera abandonado.
Dendera, el templo de Hathor más antiguo del Alto Egipto, data al menos de la dinastía IV. Tras el fin del Imperio Antiguo superó en importancia a sus templos menfitas. Muchos reyes realizaron ampliaciones al complejo del templo a lo largo de la historia egipcia. La última versión del templo fue construida en los periodos ptolemaico y romano y hoy en día es uno de los templos egipcios mejor conservados de esa época.
Durante el Imperio Antiguo la mayoría de los sacerdotes de Hathor, incluidos los de más alto rango, eran mujeres. Muchas de estas mujeres eran miembros de la familia real. A lo largo del Imperio Medio las mujeres fueron progresivamente excluidas de los más altos cargos sacerdotales, mientras que las reinas estaban cada vez más vinculadas al culto de Hathor. Así, las mujeres que no eran de la realeza desaparecieron de los altos puestos de su sacerdocio, aunque las mujeres continuaron sirviendo como músicas y cantoras en los cultos de los templos en todo Egipto.
El rito más frecuente en los templos para cualquier deidad era el ritual de la ofrenda diaria, en el que la imagen o estatua de culto se vestía y se le daba de comer. En general, el rito diario era el mismo en todos los templos egipcios, aunque los elementos que se ofrecían como ofrendas podían variar según la deidad que los recibiera. El vino y la cerveza eran ofrendas comunes en todos los templos, pero especialmente en los rituales en honor de Hathor, y tanto ella como las diosas relacionadas con ella a menudo recibían sistros y collares menat. En los períodos tardío y ptolemaico también se les ofrecía un par de espejos, que representaban el sol y la luna.

### Fiestas
Muchas de las fiestas anuales en su honor se celebraban con bebidas y danzas que tenían un propósito ritual. Los que participaban en estos festivales es posible que trataran de alcanzar un estado de éxtasis religioso, que de otra manera era muy poco común o inexistente en la antigua religión egipcia. La egiptóloga Graves-Brown señala que los celebrantes en los festivales de Hathor buscaban alcanzar un estado alterado de conciencia que les permitiera interactuar con el reino divino. Un ejemplo sería la Fiesta de la Ebriedad, que conmemoraba el regreso del Ojo de Ra, que se celebraba el vigésimo día del mes de Tot en los templos de Hathor y de otras diosas Ojo. Se celebraba ya durante el Imperio Medio, pero era más conocido en la época ptolemaica y romana. El baile, la comida y la bebida que se realizaba durante la Fiesta de la Ebriedad representaba lo contrario del dolor, el hambre y la sed que los egipcios asociaban con la muerte. Mientras que la violencia del Ojo de Ra trajo la muerte a los humanos, la Fiesta de la Ebriedad celebraba la vida, la abundancia y la alegría.
En una fiesta tebana local conocida como la Bella Fiesta del Valle, que comenzó a celebrarse en el Imperio Medio, la imagen de culto de Amón del templo de Karnak visitaba los templos de la Necrópolis tebana mientras los miembros de la comunidad se dirigían a las tumbas de sus parientes fallecidos para beber, comer y divertirse. Hathor no intervino en esta fiesta hasta principios del Imperio Nuevo, tras lo cual la presencia de Amón en los templos de Deir el-Bahari se consideró como su unión sexual con la diosa.
Varios templos de la época ptolemaica, entre ellos el de Dendera, celebraban el año nuevo egipcio con una serie de ceremonias en las que se suponía que las imágenes de la deidad del templo se revitalizarían por el contacto con el dios sol. En los días previos al año nuevo, la estatua de Hathor de Dendera se llevaba al wabet, una sala específica del templo dedicada a la unión de las imágenes de culto con el disco solar, y se colocaba bajo un techo decorado con imágenes del cielo y del sol. El primer día del año nuevo (el primer día del mes de Tot) la imagen de Hathor se llevaba hasta el techo para que fuera bañada por la auténtica luz del sol.
La celebración mejor documentada centrada en su culto es otra festividad ptolemaica, la Fiesta de la Bella Reunión. Tenía lugar durante catorce días en el mes de Apep. La imagen de Hathor en Dendera se llevaba en barco a varios templos para visitar a los dioses de esos templos; el punto final del viaje era el templo de Horus en Edfu, donde su imagen se encontraba con la de Horus y las dos se colocaban juntas. Durante un día de la fiesta, estas imágenes se llevaban a un santuario donde se decía que estaban enterradas deidades primordiales como el dios sol y la Enéada. Los textos afirman que la pareja divina realizaba ritos de ofrenda a estos dioses enterrados. Muchos egiptólogos consideran esta fiesta como un matrimonio ritual entre Horus y Hathor, aunque Martin Stadler cuestiona esta idea y en su opinión representaba el rejuvenecimiento de los dioses creadores enterrados. C. J. Bleeker consideraba que la Bella Reunión era otra celebración del regreso de la Diosa Distante, citando alusiones al mito del ojo solar en los textos del templo sobre la fiesta. Barbara Richter sostiene que la fiesta representaba las tres cosas a la vez; señala que el nacimiento del hijo de Horus y Hathor, Ihy, se celebraba en Dendera nueve meses después de la Fiesta de la Bella Reunión, por lo que la visita de Hathor a Horus representaba la concepción de Ihy.
El tercer mes del calendario egipcio, Hathor o Athyr, debe su nombre a la diosa. Las fiestas en su honor se celebraban durante todo el mes, aunque no se recogen en los textos de Dendera.

### Culto fuera de Egipto

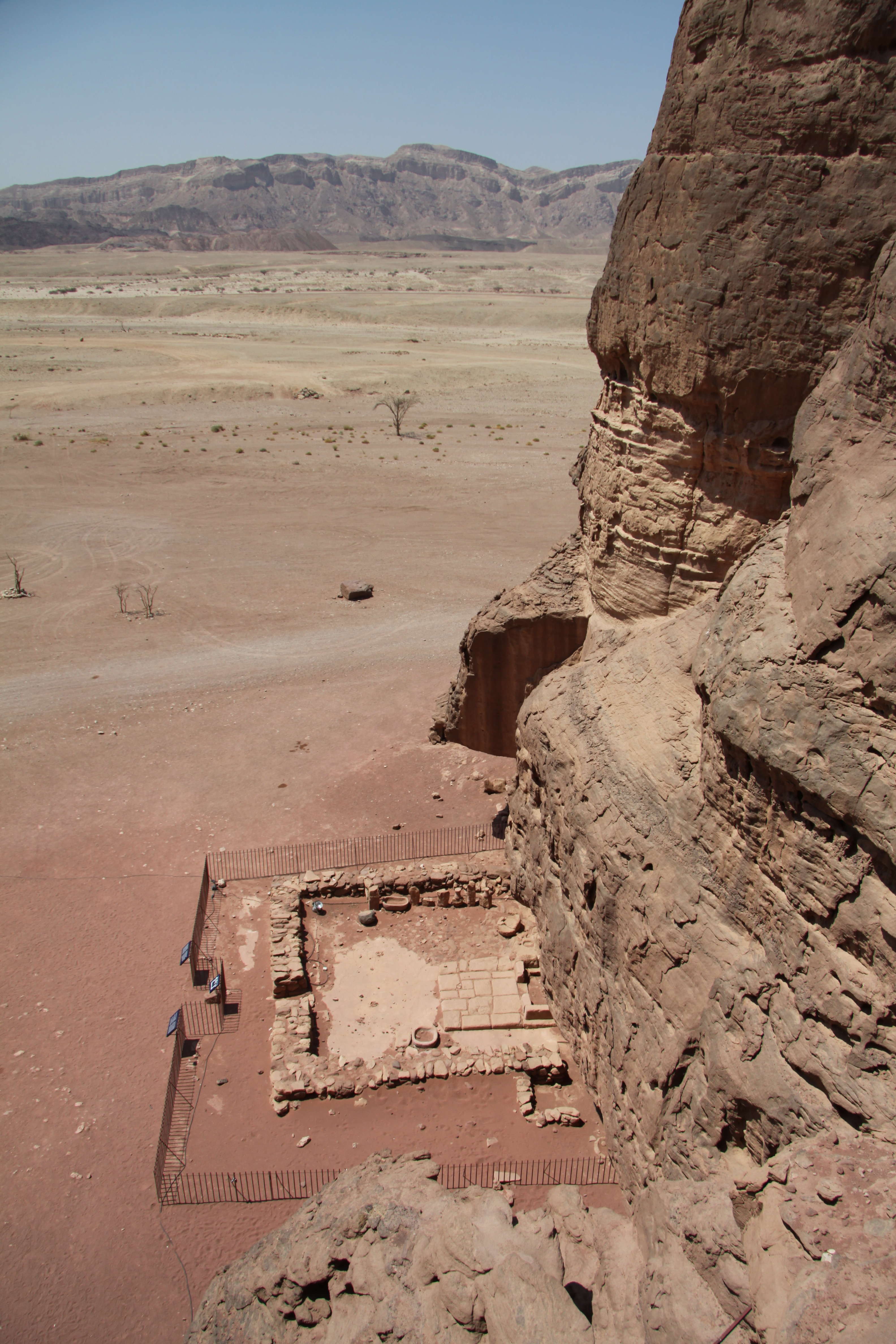
Restos del santuario de Hathor en el valle de Timna.

Ya en los tiempos del Imperio Antiguo, los reyes egipcios ofrecían bienes al templo de Baalat Gebal en Biblos, utilizando el sincretismo de Baalat con Hathor para afianzar su intensa relación comercial con Biblos. Durante el reinado de Tutmosis III se construyó un templo dedicado a Hathor como Señora de Biblos, aunque es posible que simplemente fuera un santuario dentro del templo de Baalat. Tras la caída del Imperio Nuevo, la relevancia de Hathor en Biblos disminuyó junto con los vínculos comerciales de Egipto con la ciudad. Algunos objetos de principios del primer milenio antes de Cristo parecen indicar que en esa época los egipcios comenzaron a equiparar a Baalat con Isis. Un mito sobre la presencia de Isis en Biblos, relatado por el autor griego Plutarco en su obra e Isis y Osiris en el siglo II d. C., parece indicar que en su época Isis ya había sustituido por completo a Hathor en la ciudad.
Los egipcios del Sinaí construyeron algunos templos en la región. El más grande era un complejo en Sarabit al-Jadim, en el lado oeste de la península, dedicado fundamentalmente a Hathor como patrona de la minería. Se ocupó desde mediados del Imperio Medio hasta cerca del final del Nuevo. Al este de la península el valle de Timna, en los límites del imperio egipcio, fue el lugar de las expediciones mineras estacionales durante el Nuevo Reino; incluía un santuario a Hathor que probablemente fue abandonado durante la temporada baja. Los madianitas locales, a quienes los egipcios utilizaban como parte de la mano de obra minera, puede que le hayan realizado ofrendas a Hathor como lo hicieron sus superiores. Sin embargo, después de que los egipcios abandonaron el lugar durante la dinastía XX, los madianitas convirtieron el santuario en una capilla dedicada a sus propias deidades.
En cambio, los nubios del sur la incorporaron plenamente a su religión. Durante el Imperio Nuevo, cuando la mayor parte de Nubia estaba bajo control egipcio, los faraones le dedicaron a Hathor varios templos en Nubia, como los de Faras y Mirgissa. Amenofis III y Ramsés II construyeron templos en Nubia que honraban a sus respectivas reinas como manifestaciones de las deidades femeninas, incluida Hathor:  la esposa de Amenofis, Tiy, en Sedeinga, y la de Ramsés, Nefertari, en el Templo menor de Abu Simbel. El reino independiente de Kush, que surgió en Nubia tras el fin del Imperio Nuevo, centró sus creencias sobre los reyes kushitas en la ideología de la realeza egipcia. Así, Hathor, Isis, Mut y Nut fueron consideradas como la madre mitológica de cada rey kushita y equiparadas con sus parientes femeninos, como las kandake, la reina kushita o la reina madre, que desempeñaban un papel destacado en la religión kushita. En Gebel Barkal, un lugar sagrado para Amón, el rey kushita Taharqo construyó un par de templos, uno dedicado a Hathor y otro a Mut como consortes de Amón, remplazando a los templos egipcios del Imperio Nuevo, que es posible que se dedicaban a estas mismas diosas. No obstante Isis era la más destacada de las diosas egipcias adoradas en Nubia y su posición allí aumentó con el tiempo. Así, en el período meroítico de la historia de Nubia (c. 300 a. C.-400 d. C.), Hathor aparecía en los templos sobre todo como una compañera de Isis.

### Culto popular

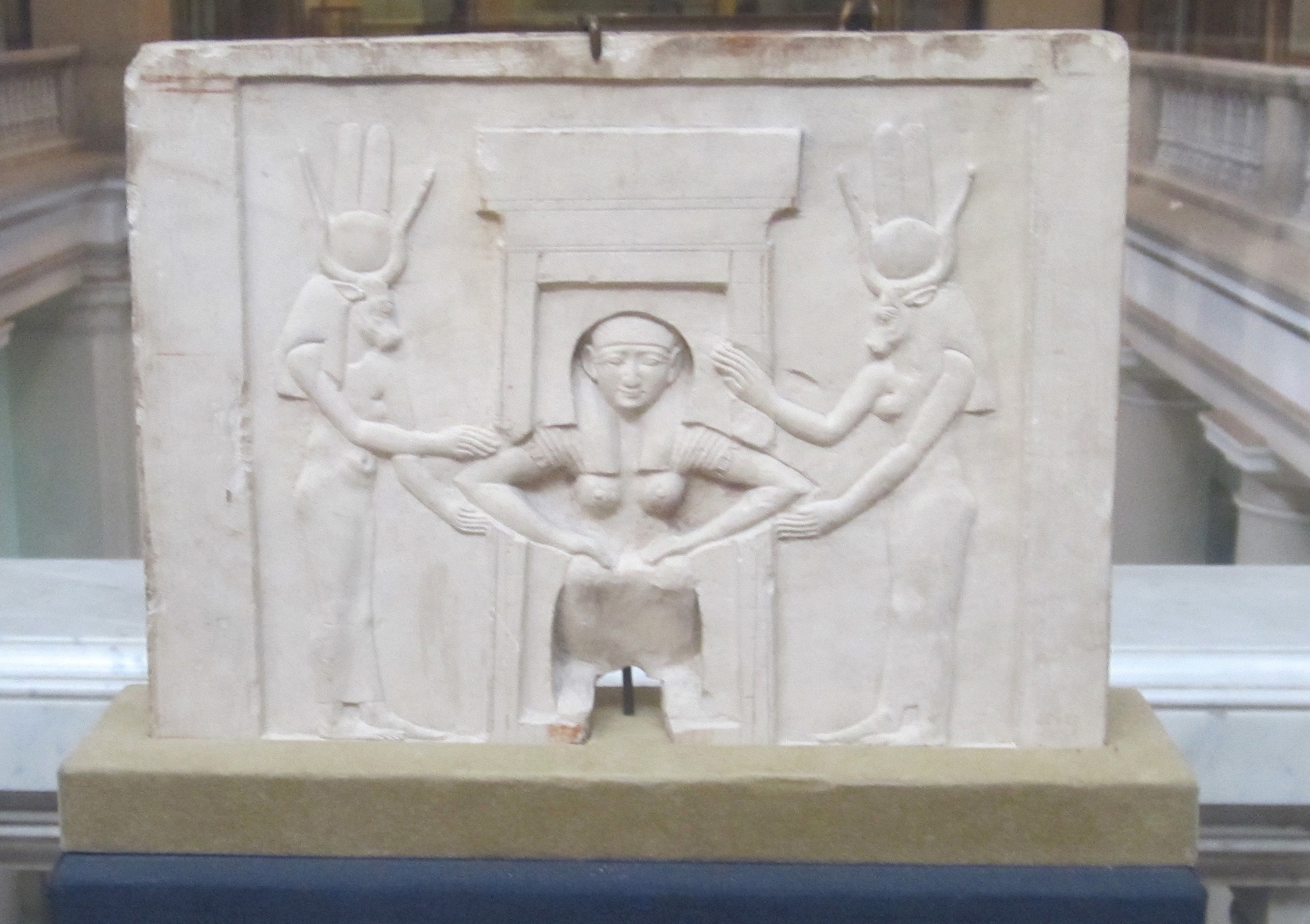
Placa ptolemaica de una mujer dando a luz asistida por dos figuras de Hathor, del al

Además de los rituales formales y públicos en los templos, los egipcios adoraban en privado a las deidades por razones personales, incluso en sus hogares. El parto era peligroso tanto para la madre como para el niño en el antiguo Egipto, pero los niños eran muy deseados, de ahí que la fertilidad y un parto seguro estuviesen entre las principales inquietudes de su religión popular y las diosas de la fertilidad como Hathor y Tueris eran adoradas con frecuencia en los santuarios de los hogares. Las mujeres egipcias para dar a luz se ponían de rodillas o en cuclillas sobre una «silla de partos» confeccionada con ladrillos de adobe con un agujero central, y el único ladrillo de parto conocido que se conserva del antiguo Egipto está decorado con una imagen de una mujer que sostiene a su hijo flanqueada por imágenes de Hathor. En la época romana, algunas figurillas de terracota, en ocasiones encontradas en un ámbito doméstico, representaban a una mujer con un elaborado tocado que exponía sus genitales, como hizo Hathor para animar a Ra. Se desconoce el significado de estas figuras, pero se cree que representan a Hathor o Isis combinadas con Afrodita haciendo un gesto que representaba la fertilidad o la protección contra el mal.
Hathor era una de las pocas deidades, incluidas Amón, Ptah y Tot, a las que habitualmente se les oraba solicitando ayuda con los problemas personales. Muchos egipcios dejaban ofrendas en templos o pequeños santuarios dedicados a los dioses a los que oraban. La mayoría de las ofrendas a Hathor se utilizaban por su simbolismo, no por su valor material. Eran frecuentes las telas pintadas con imágenes de Hathor, así como placas y figuras que representaban sus formas animales. Es posible que los distintos tipos de ofrendas hayan simbolizado diferentes objetivos por parte del donante, pero por lo general se desconoce su significado. Algunas imágenes hacen alusión a sus funciones míticas, como las representaciones de la vaca materna en el pantano. Las ofrendas de sistros puede que se hicieran para apaciguar los aspectos peligrosos de la diosa y sacar a relucir sus cualidades positivas, mientras que el falo representaba una oración por la fertilidad, como demuestra una inscripción encontrada en una talla casera en piedra de una figurilla realizada por un trabajador pidiendo una familia.
Algunos egipcios también dejaron oraciones escritas a Hathor, grabadas en estelas o escritas como grafitis. Oraciones a algunas deidades, como Amón, indican que se creía que castigaban a los malhechores y curaban a las personas que se arrepentían de su mal comportamiento. En cambio, en las oraciones a Hathor solo se mencionan los beneficios que podía otorgar, como la abundancia de alimentos durante la vida y un entierro bien provisto después de la muerte.

### Prácticas funerarias

Hathor da la bienvenida a Seti I en la otra vida,

Como una diosa de la vida después de la muerte, aparece frecuentemente en textos y arte funerario. Junto con Osiris y Anubis, Hathor era una de las deidades más comunes en la decoración de tumbas reales durante el Imperio Nuevo temprano. En esa época aparecía a menudo como la diosa que recibía a los muertos en la otra vida. Algunas imágenes hacían referencia a ella de forma más indirecta. Relieves en tumbas del Imperio Antiguo muestran a hombres y mujeres realizando un ritual llamado «agitar el papiro»; se desconoce el significado de este rito, pero algunas inscripciones indican que se realizó «para Hathor», y al sacudir los tallos de papiro se produce un crujido que puede compararse con el sonido de un sistro. Entre otras imágenes hathóricas en tumbas están la vaca que emerge de la montaña de la necrópolis y la figura de la diosa sentada presidiendo un jardín en la vida después de la muerte. A menudo se pintaban o grababan imágenes de Nut en el interior de los ataúdes, indicando que el ataúd era su vientre, desde el que el ocupante renacería en la otra vida. Durante el Tercer periodo intermedio Hathor comenzó a colocarse en el fondo del ataúd, con Nut en el interior de la tapa.
El arte funerario de la Dinastía XVIII muestra a menudo a gente bebiendo, bailando y tocando música, y también sosteniendo collares menat y sistros, una imaginería que hace alusión a Hathor. Estas imágenes pueden representar fiestas privadas que se celebraban frente a las tumbas para conmemorar a las personas enterradas allí, o pueden mostrar reuniones en fiestas del templo como la Bella Fiesta del Valle. Se creía que las fiestas permitían el contacto entre los reinos humano y divino y, por extensión, entre los vivos y los muertos. Así, los textos de las tumbas expresaban a menudo el deseo de que los difuntos pudieran participar en las fiestas, sobre todo las dedicadas a Osiris. Sin embargo, las imágenes de las fiestas de las tumbas pueden referirse a las fiestas en las que participa Hathor, como la Fiesta de la Ebriedad, o a las fiestas privadas, que también estaban estrechamente relacionadas con ella. Beber y bailar en estas fiestas puede que fuera para embriagar a los celebrantes, como en la Fiesta de la Ebriedad, permitiéndoles entrar en comunión con los espíritus de los difuntos.
Se decía que Hathor proporcionaba ofrendas a personas fallecidas ya en el Imperio Antiguo, y los conjuros que permitían tanto a hombres como a mujeres unirse a su séquito en la vida después de la muerte aparecieron ya en los Textos de los sarcófagos en el Imperio Medio. Algunos objetos funerarios que muestran a las mujeres fallecidas como diosas es posible que representen a estas mujeres como seguidoras de Hathor, aunque no se sabe si las imágenes se refieren a Hathor o a Isis. El vínculo entre Hathor y las mujeres fallecidas se mantuvo en el período romano de Egipto, la última etapa de la antigua religión egipcia antes de su desaparición.